# Abashiri Ikka
Abashiri Ikka (también conocido como  The Abashiri Family –La familia Abashiri-) es un manga creado por Go Nagai y fue publicado por Weekly Shōnen Champion. Algunos de los personajes regresaron luego en otras obras como Cutie Honey, Grendizer y Mazinger angels Z entre otras, pero con nombres cambiados.
Algunas de las primeras historias fueron adaptadas en 1991 a una serie de 4 OVA’s  producido por Studio Pierrot y dirigida por Takashi Watanabe; en 2009 también se adaptó a una película de acción real.

## Sinopsis
La serie cuenta las desventuras de la susodicha familia Abashiri, un clan de criminales temido tanto por la policía como por otros  criminales; pero aunque son terriblemente poderosos en combate no tienen grandes metas y por lo general apuntan a objetivos de bajo nivel, y sus planes terminan fallando gracias a su misma estupidez. Aunque cuando son atacados, se defienden utilizando a pleno su destreza lo que en la mayoría de los casos acaba con la muerte de sus atacantes. 
Mientras avanza la serie la trama va cambiando de enfoque y se convierte más en una sucesión de chistes, aunque sin dejar las escenas de extrema violencia (cada vez menos frecuentes). Cabe destacar que la serie en un principio intentaba ser una protesta/parodia hacia la controversia contra su obra Harenchi Gakuen.

## Personajes
- Daemon Abashiri; Seiyū: Kōsei Tomita.
- Kikunosuke Abashiri; Seiyū: Kyōko Tongū.
- Goemon Abashiri; Seiyū: Shigeru Chiba.
- Kichiza Abashiri; Seiyū: Taiki Matsuno.
- Naojiro Abashiri; Seiyū: Tesshō Genda.